# Isla Tierra Bomba
Isla Tierra Bomba är en ö i Colombia.   Den ligger i departementet Bolívar, i den norra delen av landet, 700 km norr om huvudstaden Bogotá. Arean är 19,8 kvadratkilometer.
Terrängen på Isla Tierra Bomba är platt. Öns högsta punkt är 82 meter över havet. Den sträcker sig 6,9 kilometer i nord-sydlig riktning, och 6,1 kilometer i öst-västlig riktning.